# 郵政産業労働組合
郵政産業労働組合（ゆうせいさんぎょうろうどうくみあい）は、東京都豊島区に本部を置いていた労働組合。略称は郵産労 (ゆうさんろう)。2012年7月1日に郵政労働者ユニオンと組織統一して郵政産業労働者ユニオンを結成した。

## 組合沿革
- 1980年代、全逓信労働組合（全逓、現在JP労組）が「特定政党（日本社会党）支持の機関決定にもとづいて政治資金の臨時徴収」を行ったことに対して、「憲法の精神からみても特定政党支持を機関決定することは間違いである」「組合員の政党支持の自由は保障すべきだ」とし、「特定政党への政治資金の臨時徴収」を拒否し除名された組合員を中心に、1982年6月12日に「自らの雇用と労働条件を守ることを目的に」郵政産業労働組合（郵産労）を結成した。
- 日本郵政グループおよびその関連職場に働く労働者を中心に、北海道から九州まで全国9地方本部・101支部を構成し、ナショナルセンターである 全国労働組合総連合（全労連）に加盟していた。

## 活動内容
- 郵政労働者の権利や労働条件を前進させる立場と、国民生活に不可欠の公共サービスと利用者の利益をまもる運動を結合して取り組んでいる。「郵政民営化反対」などの取り組みを全国的に展開した。
- 毎年実施している国民春闘生活アンケートは、正規職員・期間雇用社員から約15,000人の回答を得るなど組合員以外の要求も広く組織している。春闘ではストライキ権を確立し、「非正規労働者の均等待遇」を求めて運動を展開している。また、人減らし「合理化」反対、労働基準法の抜本的改正など労働者の切実な要求の実現をめざすとともに、憲法改悪反対、消費税増税反対など平和・民主主義を守る課題や国民生活、社会全般にかかわる問題にも取り組んでいた。
- 「みんなで決め、みんなで闘う」という組合員が主人公の活動を基本に、組合員の政党支持・政治活動の自由を保障し、要求にもとづく共同行動をすすめている。また、産業別のたたかいと地域住民との共同をすすめ、全国的な統一闘争をすすめている。国民的な要求実現のための共同や世界の労働者との連帯も大きく広げていた。
- 2000年以降2年おきに国際労働機関（ILO）を訪問し、郵政民営化問題をはじめ、非正規労働者の均等待遇、深夜労働従事者のいのちと健康問題などをレポートにまとめ、ILOに提供している。郵産労は、世界のたたかいの歴史を通じて確立されてきた「国際労働基準」であるILO条約を日本の運動に役立たせようとしていた。
- 非正規社員の正社員化と 均等待遇実現に向けた運動に力を入れており、非正規労働者はもちろん、小包の受託者にも郵産労の組合員がいた。
- かねてより郵政労働者ユニオンとは共闘関係にあり、この郵政ユニオンと2012年に組織統合し、郵政産業労働者ユニオンを結成した。

## 機関紙
- 「郵産労」- 加入者に郵送で配布。